# Rhabdamia spilota
Rhabdamia spilota is een straalvinnige vissensoort uit de familie van kardinaalbaarzen (Apogonidae). De wetenschappelijke naam van de soort is voor het eerst geldig gepubliceerd in 1994 door Allen & Kuiter.